# Östra Drottninggatubron

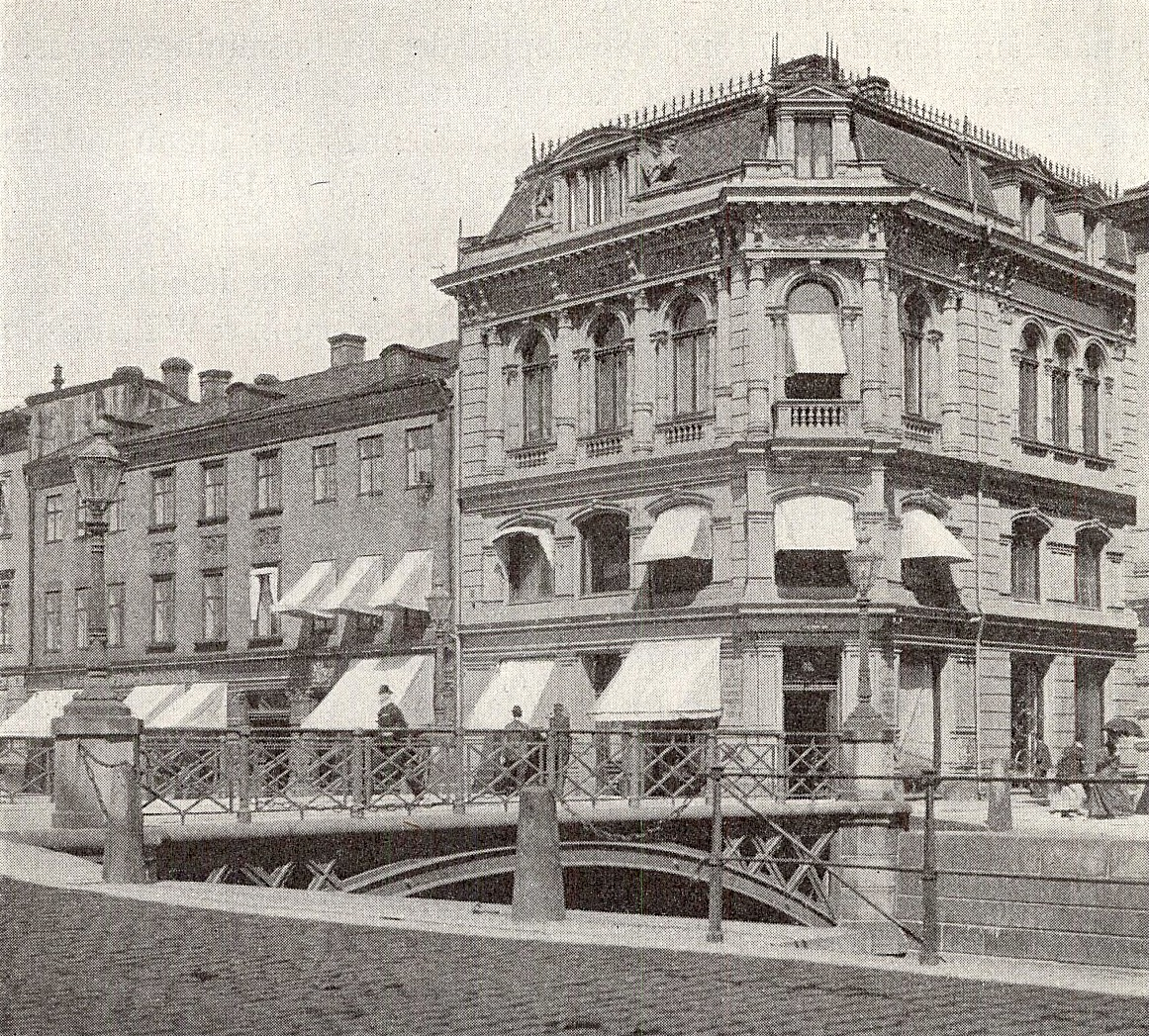
Östra Drottninggatubron med Denninghoffska huset i bakgrunden (senare ersatt med Arkadenhuset), foto från före 1898.

Östra Drottninggatubron var en järnbro över Östra Hamnkanalen i linje med Drottninggatan i Göteborg. Den knöt samman den västra delen av Östra Hamngatan med den östra, fick sitt namn 1883 och raserades i samband med att kanalen fylldes igen år 1900.